# Rue de l'Antiquaille
La rue de l'Antiquaille est une rue située dans le quartier de l'Antiquaille dans le 5e arrondissement de Lyon  en France.

## Localisation
La rue relie la  place de l'Antiquaille à la place des Minimes et est donc un itinéraire piéton touristique entre le théâtre antique de Lyon et la basilique Notre-Dame de Fourvière.

## Historique
L'ancien couvent des Visitations puis hôpital de l'Antiquaille de Pierre Sala se trouvait dans cette rue,.
Une plaque commémore Élise Rivet, religieuse du couvent Notre Dame de Compassion et déportée à Ravensbrück.
Le texte peut changer fréquemment, n’est peut-être pas à jour et peut manquer de recul. 
Le titre et la description de l'acte concerné reposent sur la qualification juridique retenue lors de la rédaction de l'article et peuvent évoluer en même temps que celle-ci.
En juillet 2020, Axelle Dorier, une aide-soignante de 23 ans est traînée dans cette rue sur 800 mètres par un véhicule et décède des suites de ses blessures. Cet évènement créé une vive émotion localement voire nationalement,,,, faisant de la rue un lieu de recueillement et de mémoire dans les semaines qui ont suivi.